# 闪光指数
闪光指数（英語：guide number, GN）是一个衡量闪光灯在感光度及视角确定的情况下照射目标的能力。高闪光指数的闪光灯照射功率更大。
例如，如果闪光指数變成K倍，那么闪光灯的功率會變成K^2倍，使得闪光灯能在K倍於原有距离外照射目标物体，达到相同的照射效果；或者，以1/K^2的感光度在相同位置拍摄目标物体。